# 豎扶鐵路
竖扶铁路是中國河南的一條窄轨铁路，长44公里，建于1997年。自朝杞铁路竖岗站向东南过通许县入扶沟县，在扶沟东站与禹郸铁路相连。共有车站6个，為竖岗站、大岗李站、永兴站、白潭站、大李庄站、扶沟东站，其中竖岗站办理客、货运营业，其他站均只办理货运营业。